# Bodianus perditio
Bodianus perditio е вид бодлоперка от семейство Labridae. Видът не е застрашен от изчезване.

## Разпространение и местообитание
Разпространен е в Австралия, Мавриций, Мадагаскар, Мозамбик, Нова Каледония, Остров Норфолк, Питкерн, Провинции в КНР, Реюнион, Тайван, Тонга, Френска Полинезия, Южна Африка и Япония.
Среща се на дълбочина от 10 до 109,5 m, при температура на водата от 20,8 до 26,4 °C и соленост 34,7 – 35,6 ‰.

## Описание
На дължина достигат до 80 cm, а теглото им е максимум 312 g.